# 蒲安臣
蒲安臣（英語：Anson Burlingame，安森·伯靈格姆，1820年11月14日—1870年2月23日）是美国著名的律师、政治家和外交家，美国对华合作政策的代表人物。他是唯一一位既擔任过美国驻华公使，又擔任中国使节的美国人。

## 生平

### 美国共和党創黨元老
1820年11月14日，蒲安臣出生在美国纽约州的新柏林。1823年随父母移居俄亥俄州，10年后再移居密歇根州。从1838年到1841年他在密歇根大学的一个分校学习。1846年从哈佛大学法学院毕业后，他在波士顿擔任律师，并开始投身政治。1848年，他为美国自由土地党（United States Free Soil Party，存在于1848年—1852年）所作的演讲使他赢得了广泛的声誉。1853年，他成为马萨诸塞州的参议员。那时他加入了一无所知运动。
不久，美国全国对奴隶制度产生激烈的争议。蒲安臣是一位坚定的废奴主义者。1856年6月2日发表著名演说《马萨诸塞州的抗辩》，为美国解放黑奴运动的重要文献。1854年，一群反对黑人奴隶制的人建立了一个新的政党，这就是今天的美国共和党，蒲安臣正是美国共和党的创始人之一，由于他的帮助，该党在马萨诸塞州成立。1855年，他进入美国国会，当了6年的国会众议员（1855年—1861年）。

### 美国驻华公使
1861年6月14日，林肯总统就职后不久，任命蒲安臣为美国第十三任驻华公使。任期共有6年。1862年7月20日，蒲安臣到达北京，成为第一批入驻北京的外国公使之一。在驻华公使任上，蒲安臣积极执行美国国务卿西华德提出的对华“合作政策”：开展“公正的”外交活动，以取代“武力外交”。“在条约口岸既不要求也不占领租界”，“也永不威胁中华帝国的领土完整。”相对于俄、法、德等国的横暴而言，美国的对华态度赢得清政府的好感，对蒲安臣也具有特别的信任。蒲安臣还曾协助中国，对付英国人李泰国。

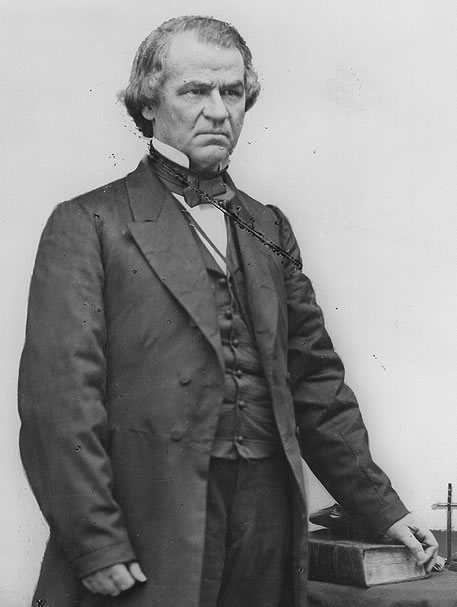
安德鲁·约翰逊

### 中国首任使节
1867年11月27日，擔任驻华公使已达六年之久的蒲安臣即将离任回国，在总理衙门为他举办的饯行宴会上，“嗣后遇有与各国不平之事，伊必十分出力，即如中国派伊为使相同”。当时，清朝政府正在准备第一次派团出使外国，但是苦于缺乏合适的外交人才，并对礼节问题感到十分为难。恭亲王奕訢上了一道奏折，建议委任蒲安臣这个友好人士担任中国首任全权使节（办理中外交涉事务大臣），同去的还有同文馆的英文学生德明、凤仪（曾随斌椿去游历过）；俄文学生塔克什讷、桂荣；法文学生联芳（後官至外務部左侍郎、荊州將軍）、廷俊。代表中国政府出使美、英、法、普、俄诸国，进行中国首次近代外交活动，这个意见随即被采纳。
1868年2月25日，清政府第一个蒲安臣使团一行三十人，自上海虹口黄浦江码头乘坐“格斯达哥里”号轮船起航前往美国旧金山。随同出访的还有两名中国官员：总理衙门记名海关道志刚和礼部郎中孙家谷，以及翻译张德彝。蒲安臣的两名副手：左协理是英国使馆翻译柏卓安（John M.Brown），右协理是海关税务司法籍职员德善（E.de Champs）。为这次出访，蒲安臣还受委托设计了中国第一面国旗。

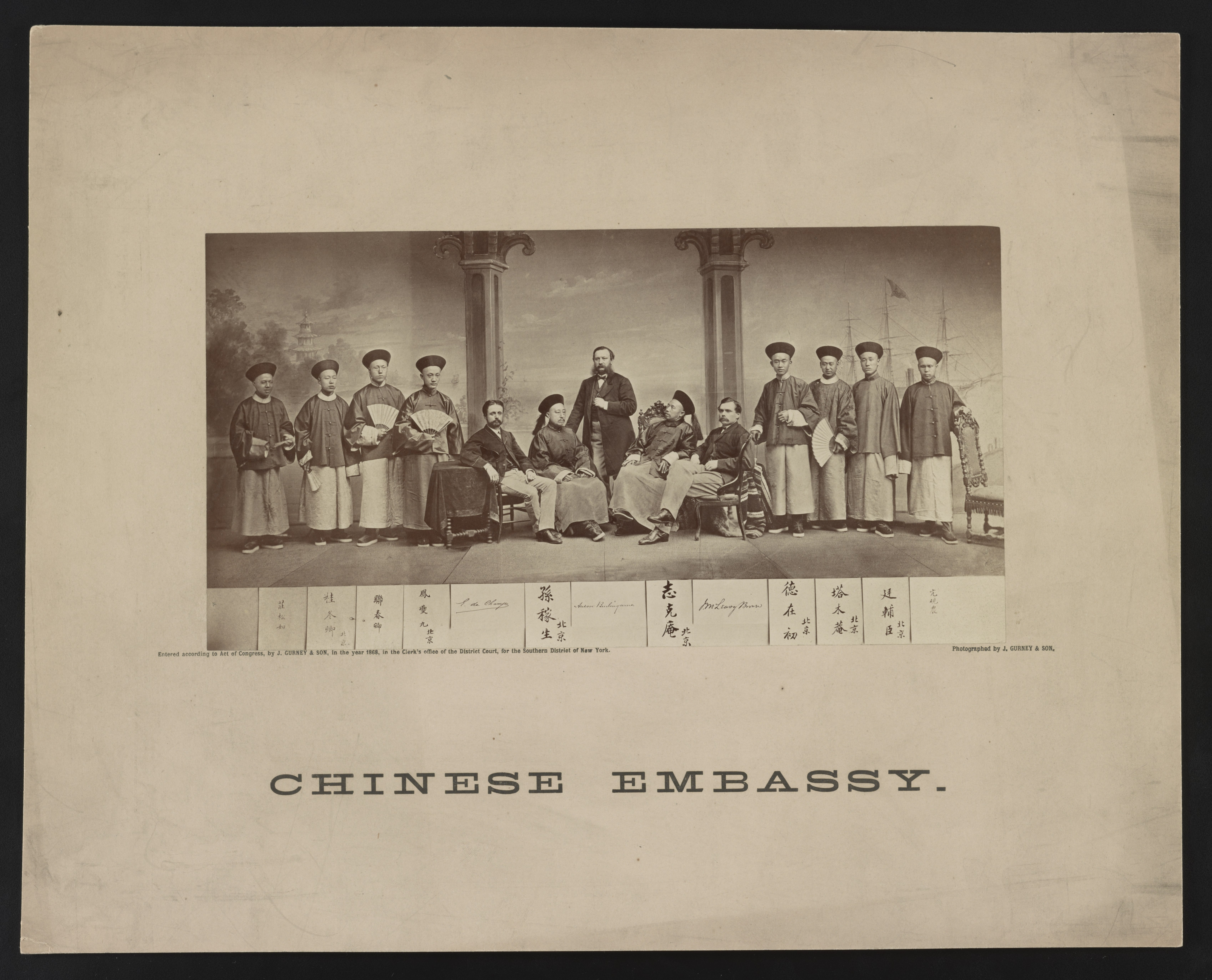
1868年，清政府派出的第一个由洋人率队的正式外交使团——蒲安臣使团的合影，左起庄椿龄、桂荣、联芳、凤仪、德善、孙家谷、蒲安臣、志刚、柏卓安、德彝、塔克什纳，元廷镛、炕砚农

#### 美国
1868年4月初，蒲安臣使团到达旧金山。5月中，加利福尼亚州州长在招待这个使团的宴会上祝贺蒲安臣是"最年轻的一个政府的儿子和最古老的一个政府的代表"。
6月2日，使团到达华盛顿，次日拜访了美国国务卿西华德。6月6日，美国总统安德鲁·约翰逊在华盛顿接受了中国的首封国书。他也以中国代言人的身份到处发表演说，强调中国欢迎美国的商人和传教士，而各国应该对中国保持一种明智的态度。“我希望中国的自主，应该维持。我希望它的独立，应该保全。我希望，它能获得平等，这样它就能以平等的特权给予一切国家”。
7月28日，蒲安臣与西华德签订了中国近代史上首个对等条约《中美续增条约》，史称《蒲安臣条约》。条约承认中国是一个平等的国家，反对一切割让中国领土的要求。规定：“大清国与大美国切念人民互相来往，或游历，或贸易，或久居，得以自由，方有利益。”美国在条约中声明不干涉中国内政，中国何时开通电报、修筑铁路，何时进行改革，完全由他们自己来决定。美国则通过这一条约得到廉价的华工，解决了内战后和修建太平洋铁路劳动力紧缺的问题。

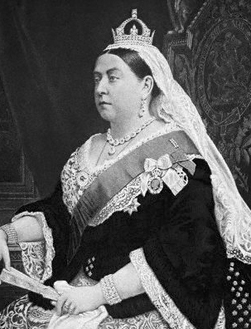
维多利亚女王

#### 英国
9月19日，蒲安臣使团继续以“中国钦差”身份，到达英国伦敦。10月20日，蒲安臣一行在温莎宫受到了维多利亚女王的接见。正在蒲安臣使团访英期间，12月4日，英国内阁改组，自由党获胜，葛莱斯东任首相，克拉兰敦取代司丹立出任外交大臣。12月26日，新任英国外交大臣克拉兰敦会见了蒲安臣等人。28日，克拉兰敦发表一份自制性的照会，表示英国政府愿意同中国政府“以和济事”，实行修约缓进政策，“不实施与中国的独立和安全相矛盾的一种不友好的压迫”；并且宁愿同中国的中央政府直接接触，不愿同各地方官吏交涉。交换条件是中国应当忠实遵守各种条约义务。蒲安臣在英国大体上完成了使命，达成了既定目标。1869年1月1日，蒲安臣以中国使臣的名义复信，表示完全同意。

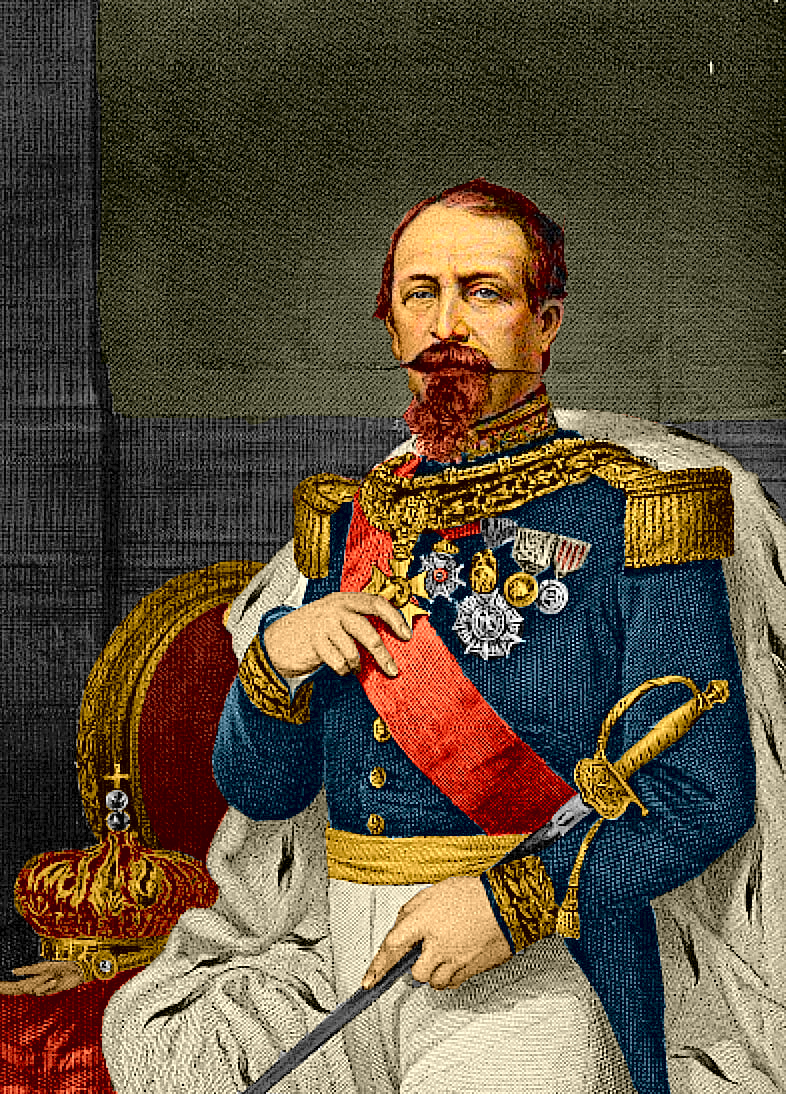
拿破仑三世

#### 法国
1869年1月2日，蒲安臣一行到达巴黎。法国一向反对美国的“不割让主义”，但由于英国已经表示采纳修约缓进政策，法国也只得与英国保持一致（1月5日法国外交部长拉发特向驻法英使表明态度）。1月21日，法国皇帝拿破仑三世接见蒲安臣。但是由于反对势力强大，蒲安臣一行在巴黎前后停留了半年多，仍然无法取得任何成果。既未能取得像在华盛顿那样的条约，或者像在英国那样的自制性照会，只好失望的离开法国。

#### 普鲁士

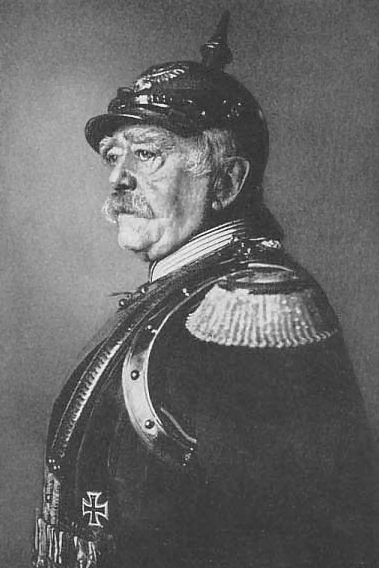
俾斯麦

使团于1869年9月21日前往瑞典，10月7日离开斯德哥尔摩，10月30日离开丹麦，11月18日离开荷兰，1870年1月前往柏林。在柏林，蒲安臣顺利地完成了谈判；首相奥托·冯·俾斯麦发表了与英国类似的对中国有利的声明。

#### 俄国
1870年2月1日，使团由普鲁士前往俄国。2月16日，沙皇亚历山大二世在圣彼得堡接见了蒲安臣一行。当时俄国与英国在亚洲争霸，与后起的美国关系相对友好。但是沙皇在会谈中竭力回避中俄领土纠纷等实质性内容，令蒲安臣心情抑郁愁闷，日夜焦思：俄国“与中国毗连陆地万数千里。既恐办法稍差，失颜于中国；措语来当，又将贻笑于俄人”，于会见次日就感染肺炎病倒，而且病势日加。

### 去世

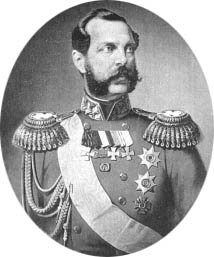
亚历山大二世

1870年2月23日，蒲安臣因肺炎在圣彼得堡突然逝世，终年50岁。清朝政府为表彰蒲安臣其担任驻华公使时“和衷商办”及出使期“为国家效力”，竭力维护中国主权和领土完整。授与一品官衔，以及抚恤金一万两银子。他的遗体从俄罗斯送回美国。波士顿市政府在著名的法尼尔厅（Faneuil Hall）为他举行了隆重的遗体告别仪式，大厅内挂起美国的星条旗和中国的黄龙旗。
家庭：
兒子愛德華（ Edward Burlingame ) 創辦Scribners magazine.

## 身后

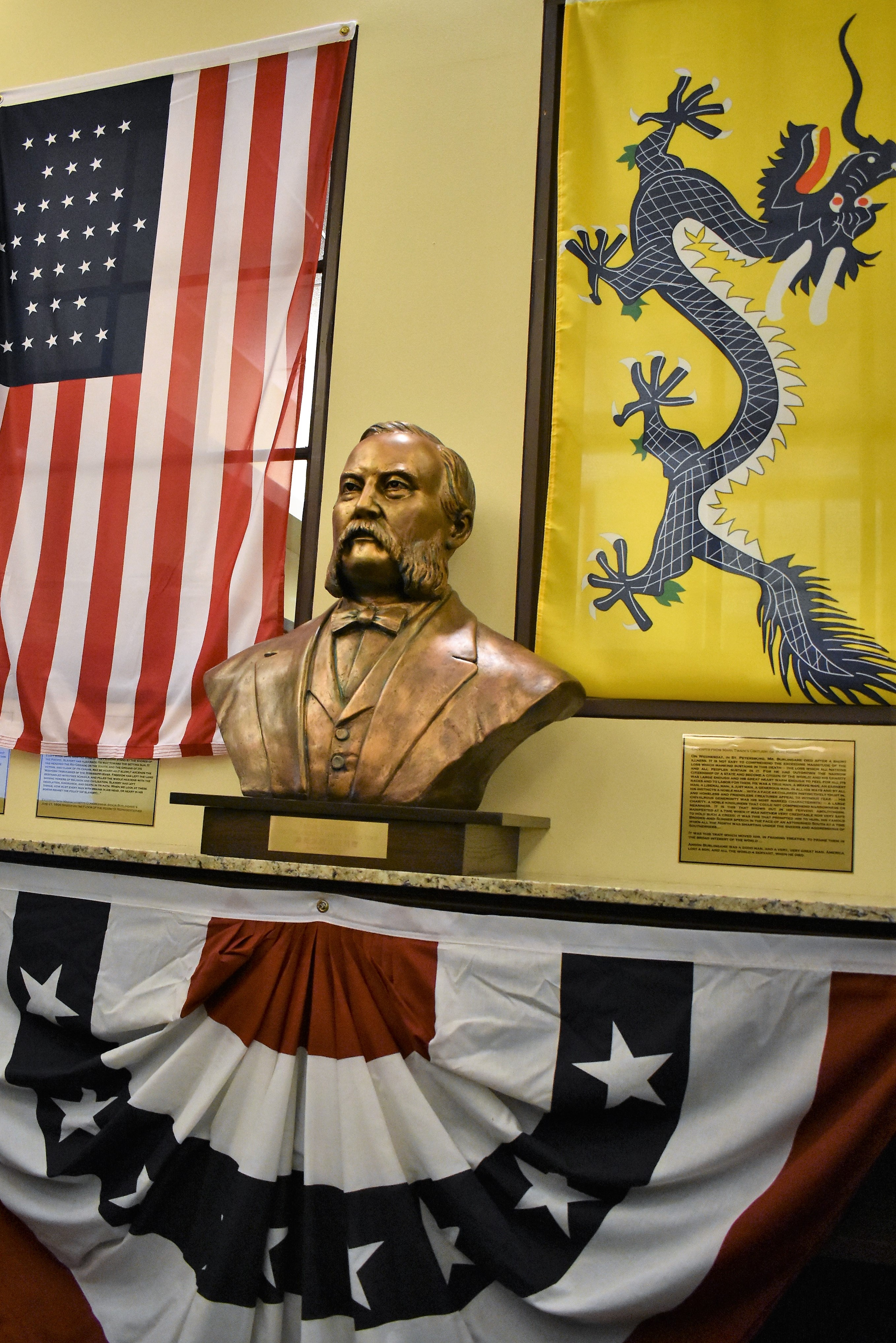
蒲安臣半身塑像，作者周利民，2018年摄于加州伯灵格姆图书馆

今天，在美国加州旧金山附近、堪萨斯州、威斯康辛州，各有一座以蒲安臣的姓或者名命名的城市，加州的那一个伯灵格姆建立于1908年。
美国著名作家马克吐温就蒲安臣的逝世写下如下悼词：“他对各国人民的无私帮助和仁慈胸怀，已经越过国界，使他成为一个伟大的世界公民。”

## 外部連接
- 互联网档案馆中蒲安臣的作品或与之相关的作品
- Anson Burlingame and the Daimyo Oak （页面存档备份，存于）